# إلين روبنسون
إلين روبنسون (مواليد 11 مايو 1993) هي لاعبة كرة قدم سويدية تلعب في مركز خط الوسط أو المهاجم في نادي هكن.

## روابط خارجية
- إلين روبنسون على موقع الاتحاد الدولي (مؤرشف)  (الإنجليزية)
- إلين روبنسون على موقع الاتحاد الأوربي (الإنجليزية)
- إلين روبنسون على موقع اتحاد السويد (السويدية)
- إلين روبنسون على موقع قاعدة بيانات كرة القدم.إي يو (الإنجليزية)
- إلين روبنسون على موقع Soccerway.com (الإنجليزية)
- إلين روبنسون على موقع أوليمبيديا (الإنجليزية)
- إلين روبنسون على موقع اللجنة الأولمبية السويدية (السويدية)